# Stephan Weil

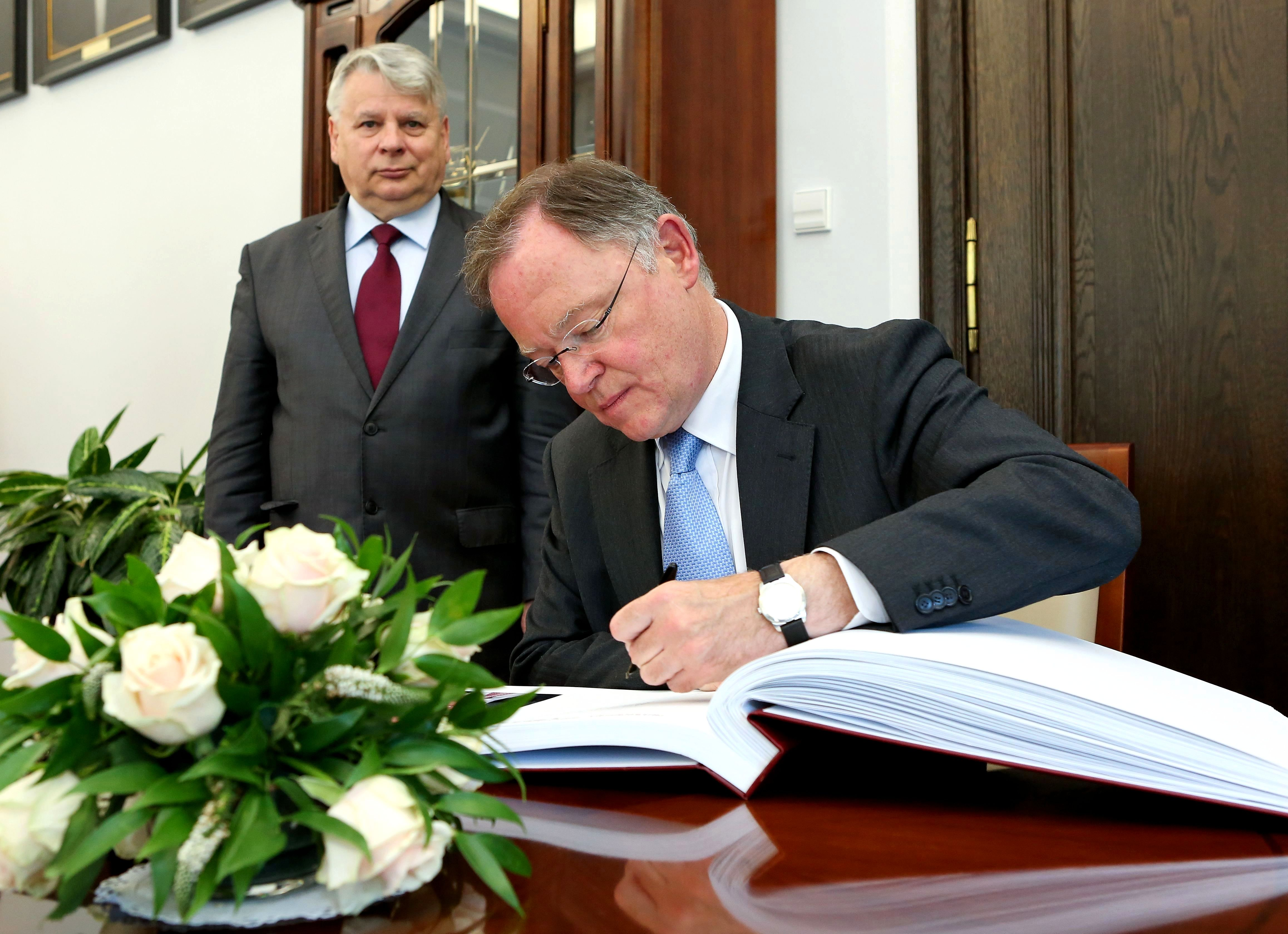
Stephan Weil w Senacie RP (2014)

Stephan Weil (ur. 15 grudnia 1958 w Hamburgu) – niemiecki polityk i prawnik, działacz Socjaldemokratycznej Partii Niemiec, w latach 2006–2013 nadburmistrz Hanoweru, w latach 2013–2025 premier Dolnej Saksonii, przewodniczący Bundesratu w kadencji 2013–2014.

## Życiorys
W 1977 zdał egzamin maturalny w szkole średniej Kaiser-Wilhelm-Gymnasium w Hanowerze. Pracował następnie przez kilka miesięcy na oddziale psychiatrii dzieci i młodzieży w szpitalu miejskim. W 1978 podjął studia prawnicze na Uniwersytecie w Getyndze. W 1983 zdał państwowy egzamin prawniczy pierwszego stopnia, po praktyce zawodowej w 1986 podszedł do państwowego egzaminu prawniczego drugiego stopnia.
Od 1987 praktykował w zawodach prawniczych (w tym adwokata i sędziego) w Hanowerze.
Zaangażował się także w działalność polityczną w ramach Socjaldemokratycznej Partii Niemiec. W latach 1991–1997 przewodniczył jednemu z partyjnych okręgów w Hanowerze. Od 1994 do 1997 był członkiem rady ministerialnej w administracji Dolnej Saksonii. W 1997 powołano go na urząd skarbnika miejskiego w administracji miejskiej Hanoweru. W 2006 wygrał wybory na stanowisko nadburmistrza, które zajmował do 2013.
W 2012 został wybrany na przewodniczącego SPD w Dolnej Saksonii. W 2013 uzyskał mandat posła do landtagu, z powodzeniem ubiegał się o reelekcję w kolejnych wyborach w 2017 i 2022.
W lutym 2013 został też powołany na premiera Dolnej Saksonii (w ramach koalicji z Zielonymi). W tym samym roku został także przewodniczącym Bundesratu. W 2017 rządząca koalicja nie uzyskała parlamentarnej większości. SPD podpisała wówczas porozumienie koalicyjne z Unią Chrześcijańsko-Demokratyczną, dzięki czemu Stephan Weil zachował stanowisko premiera Dolnej Saksonii. W 2022 po raz trzeci stanął na czele rządu krajowego, powracając do koalicji z Zielonymi.
W kwietniu 2025 ogłosił zamiar ustąpienia ze stanowiska premiera w następnym miesiącu, co motywował wiekiem i stanem zdrowia. Na swojego następcę wskazał ministra Olafa Liesa. Zakończył urzędowanie 20 maja 2025. Odszedł również w tymże miesiącu z funkcji przewodniczącego partii w landzie.

## Odznaczenia
- Wielki Krzyż Zasługi z Gwiazdą i Wstęgą Orderu Zasługi Republiki Federalnej Niemiec (2023)[8]

## Życie prywatne
Stephan Weil jest żonaty, ma jedno dziecko.